# 伊號第九潛艦

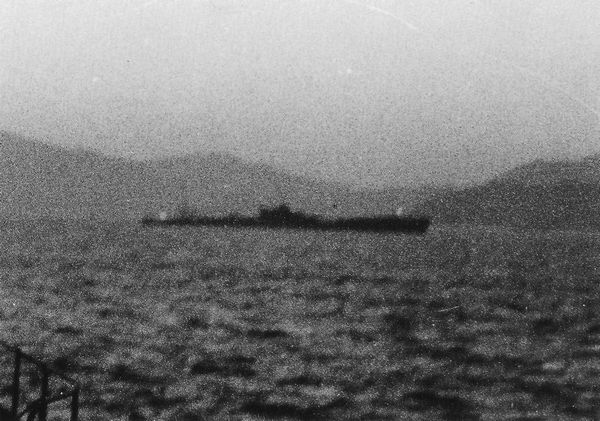
在佐伯灣訓練中的伊號第九潛艦

伊号第九潜水艦（いごうだいきゅうせんすいかん）是一艘日本海軍潜水艦。伊九型潜水艦（巡潜甲型）的1号舰。1943年（昭和18年）在基斯卡岛附近作战时被击沉。

## 艦歷
- 1937年（昭和12年）建造计划出自第三次海軍補充计划（③计划）。

- 1938年（昭和13年）1月15日 在吴海軍工廠开工建造

- 1939年（昭和14年）5月20日 下水。

- 1941年（昭和16年）2月13日 竣工，入横須賀鎮守府籍。太平洋战争开战时配属于第六艦隊第一潜水战队，作为先遣部隊参加珍珠港偷袭作战。12月12日参加美国西海岸沿岸通商破坏作战，击沉1艘货船。

- 1942年（昭和17年）2月14日 装备潜艇搭載機后前往珍珠港执行侦查任务，3月支援飛行艇执行夏威夷轰炸任务（K作战）。之后转战阿留申群岛、所罗门群岛。
  - 11月 前往瓜达尔卡纳尔岛成功执行5次运输任务。

- 1943年（昭和18年）5月起前往基斯卡岛执行輸送任務。
  - 6月10日 自幌筵島出港，6月14日基斯卡岛执行运输任务的途中受美国驱逐舰「フレジャー(Frazier)」的攻撃而沉没。艦長以下101名全員战死。6月15日确定沉没在基斯卡岛附近，8月10日除籍。

## 歴代艦長

### 艤装員長
1. 大山豊次郎中校（1940年12月20日-）

### 艦長
1. 大山豊次郎中校（1941年2月13日-）
2. 藤井明義中校（1941年7月31日-）